# Ivan Ćurić
Ivan Ćurić (Slavonski Brod, Hrvatska, 1. prosinca 1964.) prelat je Katoličke Crkve i pomoćni biskup đakovačko-osječki. 

## Životopis
Ivan Ćurić rođen je 1. prosinca 1964. godine od roditelja Ante i Pavke, rođ. Kolak u Slavonskom Brodu, u Đakovačkoj ili Bosanskoj i Srijemskoj biskupiji, danas Đakovačko-osječkoj nadbiskupiji. Nakon osnovne škole 1979. godine započinje svećeničku formaciju, najprije u Međubiskupijskom dječačkom sjemeništu u Zagrebu, kasnije u Đakovu. Poslije vojnoga roka u Banjoj Luci ulazi 1984. godine u Bogoslovno sjemenište u Đakovu i započinje svoj filozofsko-teološki studij, koji od 1987. nastavlja na Papinskom gregorijanskom sveučilištu, kao pitomac Papinskoga njemačko-ugarskoga zavoda. U isusovačkoj crkvi Presvetoga Imena Isusova (Il Gesù) u Rimu zaređen je 11. ožujka 1989. za đakona, a za prezbitera 29. lipnja 1990. u katedrali – manjoj bazilici sv. Petra u Đakovu.
U Rimu postiže stupanj magisterija iz filozofije (1991.), s temom o filozofiji M. Heideggera. Iste godine započinje službu župnoga vikara u Osijeku (Donji Grad) te postaje odgojitelj (prefekt) u Bogoslovnom sjemeništu i profesor filozofije na Visokoj bogoslovnoj školi u Đakovu (danas Katolički bogoslovni fakultet). Zbog ratnih opasnosti sa sjemenišnom zajednicom jedno vrijeme provodi u izbjeglištvu u Gradišću (Austrija). Od 1993. nastavlja studij u Rimu kao pitomac Papinskoga zavoda sv. Jeronima. Poslije povratka u biskupiju vršio je sljedeće službe: vicerektor Bogoslovnoga sjemeništa (1996. – 2007.) u Đakovu i predavač filozofskih kolegija na KBF-u u Đakovu (do 2012.), ujedno i liturgijske glazbe (1996. – 2002.), župnik u Brodskom Varošu (2007. – 2011.), dekan Slavonskobrodskoga dekanata (2010. – 2011.), rektor Bogoslovnoga sjemeništa (2011. – 2013.).
Kroz to je vrijeme vršio i sljedeće dužnosti: voditelj Biskupijskoga tiskovnoga ureda (2002. – 2007.), u razdoblju Biskupijske sinode (1998. – 2003.) bio je član Pripremnoga povjerenstva i voditelj priprave 4. sinodskoga zasjedanja „Ustrojstvo biskupijske zajednice“ te urednik Sinodskoga biltena. Od 1998. godine urednik je „Liturgijskoga direktorija“. Pri Hrvatskoj biskupskoj konferenciji član je Vijeća za kler. Od 2011. član je Prezbiterskoga vijeća. Imenovan je kapelanom Njegove Svetosti 2012. godine. Službu generalnoga vikara Đakovačko-osječke nadbiskupije započinje 2013. godine, a od 2014. kanonik je Prvostolnoga kaptola đakovačko-osječkoga. Papa Franjo imenovao ga je 11. ožujka 2019. godine pomoćnim đakovačko-osječkim biskupom i naslovnim biskupom Tele.